# Dekanat Tarnogród
Dekanat Tarnogród – jeden z 19 dekanatów w rzymskokatolickiej diecezji zamojsko-lubaczowskiej. Erygowany w 1746 roku.

## Historia
Tereny te początkowo należały do diecezji przemyskiej. 22 stycznia 1746 roku dekretem bpa Wacława Hieronima Sierakowskiego został utworzony dekanat tarnogrodzki, w którego skład weszły parafie z wydzielonego terytorium dekanatów:
- leżajskiego – Tarnogród, Krzeszów, Łukowa, Dobropol (Majdan Sieniawski), Potok.
- jarosławskiego – Cieszanów, Dzików, Laszki, Lubaczów, Oleszyce, Sieniawa.

W 1785 roku do dekanatu tarnogrodzkiego przyłączono parafie: Chodywańce, Łaszczówka, Tomaszów; a do nowo utworzonego dekanatu lubaczowskiego zostały wyłączone parafie: Lubaczów, Cieszanów, Dzików, Horyniec, Lipsko, Łukawiec, Narol, Niemirów, Oleszyce, Płazów.
W 1805 roku nastąpiła wymiana terytorium dekanatów tarnogrodzkiego i zamojskiego. Do dekanatu tarnogrodzkiego przyłączono parafie: Górecko, Józefów, Mokrelipie, Szczebrzeszyn, a do dekanatu zamojskiego wyłączono parafie: Tomaszów, Łaszczówka, i do dekanatu tyszowieckiego wyłączono parafię Chodywańce.
W 1811 roku dekanaty Tarnogrodzki, Hrubieszowski, Tyszowiecki, Zamojski; zostały przez władze zaboru austriackiego przyłączone do diecezji lubelskiej.
Od 25 marca 1992 roku należą do nowo utworzonej diecezji zamojsko-lubaczowskiej.

## Parafie
- Biszcza – pw. Najświętszego Serca Pana Jezusa
  - Bukowina – kościół filialny pw. Ofiarowania Najświętszej Maryi Panny
- Chmielek – pw. Narodzenia Najświętszej Maryi Panny
- Księżpol – pw. Podwyższenia Krzyża Świętego
- Luchów Górny – pw. Niepokalanego Poczęcia Najświętszej Maryi Panny
  - Jastrzębiec – kościół filialny pw. Najświętszego Serca Pana Jezusa
- Łukowa – pw. Wniebowzięcia Najświętszej Maryi Panny
  - Babice – kościół filialny pw. św. Andrzeja Apostoła
- Obsza – pw. Wniebowzięcia Najświętszej Maryi Panny
  - Dorbozy – kościół filialny pw. św. Apostołów Piotra i Pawła
- Potok Górny – pw. św. Jana Chrzciciela
  - Gózd Lipiński – kościół filialny
  - Naklik – kościół filialny pw. Miłosierdzia Bożego
- Różaniec – pw. św. Antoniego Padewskiego
- Tarnogród – pw. Przemienienia Pańskiego
  - Korchów Pierwszy – kościół filialny pw. Matki Bożej Królowej Polski
  - Tarnogród – kościół filialny pw. św. Rocha
  - Wola Różaniecka – kościół filialny pw. Matki Bożej Szkapleżnej
- Zamch – pw. św. Jozafata Kuncewicza